# Sandra Lipp
Sandra Lipp (* 27. Dezember 1988 in Graz) ist eine österreichische Schauspielerin.

## Leben
Von 2007 bis 2011 studierte Lipp Schauspiel an der Otto-Falckenberg-Schule in München. Nach Beendigung ihres Studiums spielte sie am Burgtheater Wien und an den Münchner Kammerspielen. Unter der Intendanz von Florian Scholz war sie von 2012 bis 2015 festes Ensemblemitglied am Stadttheater Klagenfurt. Nach ihrem Festengagement spielte sie 2016 am Theater der Jugend Wien. Sie spielte 2019 die Hauptrolle in "Zur Lage der Frau" (eine Produktion des Mezzanin Theaters in Graz). Die Trilogie gewann 2020 den Grazer Frauenpreis.
Sie arbeitete bisher unter anderem mit Stefan Bachmann, Lore Stefanek, Irmgard Paulis, Bernd Liepold-Mosser und Cesare Lievi.
Vor ihrem Schauspielstudium übernahm Lipp 2006 die Hauptrolle in dem Kurzspielfilm Running Sushi (Regie: Florian Pochlatko) und gewann den Sonderpreis als „Bemerkenswerte Darstellerin“ bei der Österreichischen Staatsmeisterschaft der Filmautoren 2007.
Im Jahr 2015 spielte sie die Rolle der Eva-Maria Heller in dem Spielfilm Vor.Seit.Schluss! (Regie: Alexander Peter Lercher). Der Independent-Film gewann beim Hollywood Film Festival die Kategorie „Bester Spielfilm“.

## Filmografie
- 2006: Running Sushi, Regie: Florian Pochlatko
- 2015: Vor.Seit.Schluss!, Regie: Alexander Peter Lercher
- 2020: Casting Tapes, Regie: Ulrike Putzer, Matthias van Baaren / Diagonale 2020[9]

## Theater
- 2011: Der Boxer, Burgtheater Wien (Regie: Stefan Bachmann)
- 2011: Einladung an die Waghalsigen, Münchner Kammerspiele / Thalia Theater (Hamburg)[10] (Regie: Sylvia Sobottka)
- 2012–2015: Ensemblemitglied Stadttheater Klagenfurt
  - Der Sturm (Regie: Cornelia Reiner)
  - Komödie im Dunkeln (Regie: Viktoria Schubert)
  - In Weiter Ferne (Regie: Patrick Steinwidder)
  - Der Alpenkönig und Menschenfeind (Regie: Lore Stefanek)
  - Der Kirschgarten (Regie: Dominique Schnizer)
  - Das kalte Herz (Regie: Irmgard Paulis)
  - Das (perfekte) Desaster Dinner (Regie: Viktoria Schubert)
  - Im Weißen Rößl (Regie: Aron Stiehl)
  - Das Märchen von den wilden Schwänen (Regie: Cesare Lievi)
  - Die Präsidentinnen (Regie: Florian Scholz)
  - Lavant (Regie: Bernd Liepold-Mosser)
- 2016: Die automatische Prinzessin, Theater der Jugend Wien (Regie: Henry Mason)
- 2019: Zur Lage der Frau, Theater im Bahnhof / Mezzanin Theater[11] (Regie: Martina Kolbinger-Reiner)[12]
- 2019: Die Frühwirts, Ballhaus Ost (Regie: Hanspeter Horner)[13]
- 2020: Die Frühwirts, Schauspielhaus Graz (Regie: Hanspeter Horner)[14]
- 2022: Rede zur Lage der Frau, Schauspielhaus Graz[15]

## Auszeichnungen
- 2007: Sonderpreis „Bemerkenswerte Darstellerin“ bei der Österreichischen Staatsmeisterschaft der Filmautoren
- 2015: Bester Spielfilm "Vor.Seit.Schluss!" Hollywood Film Festival
- 2020: Grazer Frauenpreis